# Дефенестрација
Дефенестрација означава чин избацивања једне или више особа кроз прозор, који је у историји често чињен из политичких разлога. Сама реч потиче од латинских речи de (од) и fenestra (прозор).
Једна од најпознатијих дефенестрација била је Прашка дефенестрација 1618. године, као и вероватна дефенестрација чешког политичара Јана Масарика, који је по до данас неразјашњеним околностима 1948. године, или починио самоубиство или су га његови политички противници избацили кроз прозор купатила зграде Министарства спољних послова.